# Meoneura nitidiuscula
Meoneura nitidiuscula är en tvåvingeart som beskrevs av Collin 1949. Meoneura nitidiuscula ingår i släktet Meoneura och familjen kadaverflugor. Inga underarter finns listade i Catalogue of Life.